# Partidul Popular pentru Libertate și Democrație
Volkspartij voor Vrijheid en Democratie sau VVD (Partidul Popular pentru Libertate și Democrație) este un partid politic din Țările de Jos. Președintele partidului este Mark Rutte, prim-ministru din 2010, care guvernează țara într-o coaliție alături de Partidul Muncii din 2012. Culorile acestui partid sunt portocaliu și albastru. Este un partid de centru-dreapta, liberal-conservator și este membru al Alianței Liberalilor și Democraților pentru Europa, alături de Democrații 66.
S-a înființat în anul 1948, fiind succesorul Partidului Libertății, el însuși fiind succesorul Partidului de Stat Liberal. A guvernat Țările de Jos de numeroase ori, una dintre cele mai faimoase coaliții la care a participat fiind Coaliția Violet dintre acesta, Democrații 66 și Partidul Muncii, avându-l ca prim-ministru pe Wim Kok. 

## Legături externe
- Website Oficial

1. ↑   https://dnpp.nl/pp/vvd/vz, accesat în 9 februarie 2022 Lipsește sau este vid: |title= (ajutor)